# He Lifeng
En una onomàstica xinesa He es el cognom i Lifeng el prenom
He Lifeng (xinès simplificat: 何立峰; pinyin: Hé Lìfēng) (Longyan 1955  -)  Polític xinès. Membre del Buró Polític del Partit Comunista de la Xina.  Director de l'Oficina General de la Comissió Financera i Econòmica Central. A partir del març de 2023, es un dels quatre  viceprimers ministres del Consell d'Estat de la República Popular de la Xina.

## Biografia
He Lifeng va néixer el 4 de febrer de 1955 al districte de Yongding de Longyan, una ciutat a nivell prefectura de la província de Fujian (Xina) on es parla la llengua hakka. Durant la Revolució Cultural l'agost de 1973, va ser enviat per la força al camp i el novembre de 1976, va participar en la construcció de la presa hidroelèctrica de Shixiangtan. Després de repetir l'examen nacional d'accés a la universitat, va ser admès a l'Escola d'Economia de la Universitat de Xiamen, on va estudiar finances. Va obtenir la llicenciatura i el màster el 1984.

## Carrera política

#### A nivell local

##### Fujian
He Lifeng va treballar a la província de Fujian durant 25 anys, ocupant càrrecs importants a les ciutats de Xiamen, Quanzhou i Fuzhou. El juliol de 1984, Wang Yishi, el vicegovernador de Fujian, va visitar la casa de Deng Ziji, el mentor de He Lifeng, i va demanar a Deng que recomanés un estudiant per donar suport a la construcció de la Zona Econòmica Especial de Xiamen. He Lifeng va ser recomanat per convertir-se en membre de l'Institut de Recerca Econòmica de la Zona Econòmica Especial i així va començar la seva carrera política.
A Xiamen, el 1984  després de graduar-se a la Universitat , va exercir com a quadre i subdirector de l'Oficina del Govern Municipal , durant poc més d'un any. Posteriorment va ser ascendit a subdirector i més tard a director de l'Oficina de Finances Municipal el 1985. En aquesta epoca va coincidir amb Xi Jinping que va ser traslladat de la província de Hebei per convertir-se en tinent d'alcalde de Xiamen. El 1988, He Lifeng va esdevenir secretari del Comitè del Districte Xinglin de Xiamen del PCX el 1990 i el 1992 va ser ascendit a tinent d'alcalde de Xiamen.
El febrer de 1995, va exercir com a alcalde en funcions, alcalde i secretari del Govern Popular Municipal de Quanzhou. Durant la seva carrera política a Quanzhou, va estudiar finances i economia a la Universitat de Xiamen , on va  tenir com a professor a Deng Ziji, una figura destacada en finances, i es va doctorar en economia el juny de 1998.
L'abril del 2000, va succeir a Zhao Xuemin com a secretari del Comitè Municipal del PCX de Fuzhou. El desembre del 2001, va ser ascendit al Comitè Permanent del Comitè Provincial de Fujian del PCX i va continuar exercint simultàniament com a secretari del Comitè Municipal del Partit de Fuzhou, i va ser ascendit al nivell viceprovincial. Durant el seu mandat a Xiamen, He Lifeng va promoure el projecte de renovació integral al voltant del Mar de la Xina Oriental, que s'ha anomenat el projecte més gran de Xiamen i la "Campanya Huaihai".

##### Tianjin
El maig de 2009, va ser nomenat vicesecretari del Comitè Municipal de Tianjin del PCX, secretari del Comitè de Treball de la Nova Àrea de Binhai, director del Comitè de Gestió, secretari del Grup del Partit i secretari del Comitè del Districte de Tanggu, convertint-se en el vicesecretari de Zhang Gaoli, aleshores secretari del Comitè Municipal de Tianjin del PCX. El gener de 2013, va ser elegit president del 13è Comitè del PCX de Tianjin i va ser ascendit al rang de ministre.
A Tiajin va. tenir un peper important en la. gestió del Districte de la Nova Àrea de Binhai, considerada dins el "tercer nivell" del creixement econòmic de la Xina.

#### A nivell nacional
El juny de 2014, va ser nomenat director adjunt i secretari adjunt del Grup del Partit de la Comissió Nacional de Desenvolupament i Reforma.[9]. Durant el seu mandat com a director adjunt, He va estar a càrrec del treball de desenvolupament coordinat regional, i els departaments sota el seu càrrec incloïen el Departament d'Economia Regional, el Departament de Desenvolupament Occidental i el Departament de Revitalització de les Antigues Bases Industrials del Nord-est de la Xina[. El 24 de febrer de 2017, va ser nomenat director de la Comissió Nacional de Desenvolupament i Reforma[. El 14 de març de 2018, va ser elegit vicepresident del 13è Comitè Nacional de la Conferència Consultiva Política del Poble Xinès. El 19 de març de 2018, a la primera sessió del 13è Congrés Nacional del Poble, He Lifeng va ser nomenat pel primer ministre Li Keqiang i reelegit director de la Comissió Nacional de Desenvolupament i Reforma. Moltes de les responsabilitats que originalment pertanyien a la Comissió Nacional de Desenvolupament i Reforma, com ara l'organització de la preparació de la planificació de les principals àrees funcionals, la resposta al canvi climàtic i la reducció d'emissions, els projectes d'inversió agrícola, les tasques d'inspecció de grans projectes, la supervisió i inspecció de preus i l'aplicació de la llei antimonopoli, i la gestió dels preus dels medicaments i els serveis mèdics, s'han integrat i dividit en altres ministeris i comissions.
El 23 d'octubre de 2022, He Lifeng, als 67 anys, va ser elegit membre del Buró Polític del Comitè Central del PCX a la Primera Sessió Plenària del 20è Comitè Central del PCX.

#### Vice-primer ministre
El 12 de març de 2023 , va ser nomenat viceprimer ministre del Consell d'Estat He Lifeng estava a càrrec de les finances, els recursos naturals, l'habitatge i la construcció urbana i rural, el transport, el comerç i altres camps dins del Consell d'Estat. Després de convertir-se en viceprimer ministre del Consell d'Estat, He Lifeng també va substituir a Liu He com a responsable xinès del diàleg econòmic i comercial d'alt nivell entre la Xina i l'UE, i de es relacions amb comercvials amb els Estats Units. El 2023, va exercir com a director de l'Oficina de la Comissió Financera i Econòmica Central i   Comitè Central d'Afers Financers. Segons Bloomberg News, He es va convertir en el responsable de tots els reguladors financers, inclòs el Banc Popular de la Xina.
L'abril de 2023, en una visita a la China International Consumer Products Expo a Haikou, província de Hainan, va declarar el creixement del consum com una prioritat màxima.El maig de 2023, va assistir a la inauguració de l'Administració Reguladora Financera de l'Estat.
A l'octubre de 2023, al Tercer Fòrum del Cinturó i la Ruta per a la Cooperació Internacional, va declarar que la Xina animava "les empreses de tots els països a centrar-se en el big data, la intel·ligència artificial, el comerç electrònic i les noves energies". El novembre de 2023, va pronunciar un discurs pregravat a la Cimera d'Inversió de Líders Financers Globals a Hong Kong, lloant "l'avantatge de la ciutat com a centre financer internacional". El gener de 2024, va demanar als funcionaris que donessin suport al rendiment i la rendibilitat de les empreses que cotitzen en borsa durant una teleconferència a nivell nacional. El juliol de 2024, es va reunir amb una delegació del Consell Empresarial EUA-Xina, demanant a les empreses americanes que "juguessin un paper fort" en l'economia xinesa. En un article del Diari del Poble publicat el mateix mes, va demanar la promoció de noves forces productives a través d'un govern ben coordinat i un mercat eficient. El  2024, durant una visita a Taiyuan, Shanxi, va demanar una "llista blanca" específica de projectes immobiliaris per estabilitzar el mercat immobiliari.

#### Relacions internacionals
Ha estat el màxim representant en les relacions econòmiques de la Xina amb diverses economies desenvolupades, havent estat nomenat la "persona principal" en diàlegs amb la Unió Europea, França, Alemanya, els Estats Units i el Regne Unit. Es va reunir amb la secretària del Tresor dels Estats Units, Janet Yellen, quan va visitar la Xina el juliol de 2023 i l'abril de 2024. El juliol de 2023, va visitar el Pakistan per converses sobre el Corredor Econòmic Xina-Pakistan. També va visitar Rússia el desembre de 2023, on es va reunir amb el viceprimer ministre Dimitri Txernishenko.
El gener de 2025, es va reunir amb la cancellera del Regne Unit, Rachel Reeves, on tots dos van demanar una cooperació econòmica més estreta i la renovació del Diàleg Econòmic i Financer Regne Unit-Xina.

##### Guerra comercial amb els Estats Units
El febrer de 2025, va assistir a un sopar organitzat per la Cambra de Comerç Americana a la República Popular de la Xina, on va demanar uns vincles econòmics més estrets entre la Xina i els EUA. El maig de 2025, es va reunir amb el secretari del Tresor dels Estats Units, Scott Bessent, i el representant comercial dels EUA, Jamieson Greer, a Ginebra per desescalar la guerra comercial entre la Xina i els Estats Units.
El juny de 2025, va encapçalar els delegats xinesos a Londres amb els ministres de Comerç, Li Chenggang i Wang Wentao, i es va reunir amb el secretari de Comerç dels EUA, Howard Lutnick. La reunió va donar lloc a un marc per a les negociacions comercials per resoldre les disputes sobre tecnologia i exportacions de minerals.
El juliol de 2025 també va tenir reunions a Suècia per a una nova ronda de converses econòmiques i comercials amb funcionaris nord-americans, iamb el secretari del Tresor dels Estats Units, Scott Bessent, per discutir una pròrroga del termini per negociar un acord comercial, tot qualificant el comerç amb la Xina com "en un bon moment”. He va declarar que els equips econòmics i comercials de la Xina i els EUA s'han de "guiar per l'important consens assolit durant la trucada telefònica entre els caps d'estat dels dos països el 5 de juny, defensar els principis de respecte mutu, coexistència pacífica i cooperació beneficiosa per a tothom, respectar les preocupacions de l'altre, consolidar encara més el consens i aprofundir la confiança mútua.i que l'essència de les relacions econòmiques i comercials entre la Xina i els EUA és el benefici mutu i la cooperació beneficiosa per a tothom". "Ambdues parts comparteixen amplis interessos comuns i àmplies perspectives de cooperació en l'àmbit econòmic i comercial. Quan la Xina i els EUA cooperen, tots dos es beneficien; quan competeixen, tots dos pateixen. Una relació econòmica i comercial estable, sana i sostenible entre la Xina i els EUA no només condueix a assolir els seus respectius objectius de desenvolupament, sinó que també és beneficiosa per promoure el desenvolupament i l'estabilitat de l'economia global".